# Niels Kerstholt
Niels Kerstholt (Utrecht, 2 aprile 1983) è un pattinatore di short track olandese.

## Palmarès

### Mondiali
- 3 medaglie:
  - 1 oro (staffetta a Montreal 2014);
  - 1 argento (staffetta a Shanghai 2012);
  - 1 bronzo (staffetta a Debrecen 2013).

### Europei
- 17 medaglie:
  - 3 ori (1000 m a Ventspils 2008; staffetta a Heerenveen 2011, staffetta a Mladá Boleslav 2012);
  - 7 argenti (classifica generale a Ventspils 2008; staffetta a Torino 2009; classifica generale a Mladá Boleslav 2012; 1500 m, staffetta, a Malmö 2013; 1500 m, staffetta a Dresda 2014);
  - 7 bronzi (1500 m a Sheffield 2007; 3000 m a Ventspils 2008; 1000 m, 1500 m a Dresda 2010; 1500 m a Mladá Boleslav 2012; 3000 m, classifica generale a Dresda 2014).